# تأريخ بالمسار الإنشطاري

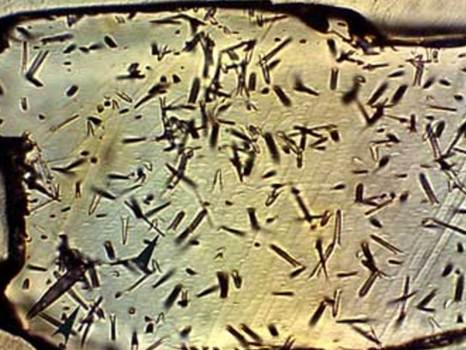
مسارات انشطارية محفورة في الأباتيت من يورانيوم 238

تأريخ بالمسار الانشطاري هي تقنية تأريخ إشعاعي لتحديد العمر قائمة على تحليل مسارات الضرر، أو آثار الضرر الناجمة عن شظايا الانشطار التلقائي لليورانيوم -238 وذلك بحساب عدد أحداث هذا الانشطار في المعادن الإضافية الشائعة حتى تاريخ وقت تبريد الصخر دون درجة حرارة الإقفال.
مسارات الانشطار حساسة للحرارة، وبالتالي فإن هذه التقنية مفيدة في كشف التطور الحراري للصخور والمعادن. والتأريخ بالمسار الانشطاري له أثر كبير في فهم التاريخ الحراري للقشرة القارية، وتوقيت الأحداث البركانية، ومصدر وعمر القطع الأثرية المختلفة.
تهدف معظم البحوث الحالية باستخدام مسارات الانشطار إلى:
1. فهم تطور الأحزمة الجبلية
2. تحديد مصدر أو منشاء الرواسب[2]
3. دراسة التطور الحراري للأحواض.
4. تحديد عمر الطبقات الصخرية.
5. تحديد تاريخ القطع الأثرية وتحديد مصدرها.